# 紀元前516年
紀元前516年（きげんぜん516ねん）は、西暦（ローマ暦）による年。
紀元前1世紀の共和政ローマ末期以降の古代ローマにおいては、ローマ建国紀元238年として知られていた。紀年法として西暦（キリスト紀元）がヨーロッパで広く普及した中世時代初期以降、この年は紀元前516年と表記されるのが一般的となった。

## 他の紀年法
- 干支 : 乙酉
- 日本
  - 皇紀145年
  - 安寧天皇33年
- 中国
  - 周 - 敬王4年
  - 魯 - 昭公26年
  - 斉 - 景公32年
  - 晋 - 頃公10年
  - 秦 - 哀公21年
  - 楚 - 平王13年
  - 宋 - 景公元年
  - 衛 - 霊公19年
  - 陳 - 恵公18年
  - 蔡 - 昭侯3年
  - 曹 - 悼公8年
  - 鄭 - 定公14年
  - 燕 - 平公8年
  - 呉 - 呉王僚11年
- 朝鮮
  - 檀紀1818年
- ベトナム :
- 仏滅紀元 : 29年
- ユダヤ暦 : 3245年 - 3246年

## できごと

### 中国
- 斉が魯の鄆を占領した。
- 魯の昭公が斉から鄆に入った。
- 斉・魯・莒・邾・杞が鄟陵で会盟した。
- 周の敬王が成周に入り、王子朝は毛伯得・尹氏固・南宮嚚らとともに楚に亡命した。

## 死去
- 平王 - 楚の王